# Østedgaard
Østedgaard nævnes første gang i 1550. Gården ligger 2 km nordøst for Bredstrup By ved Rands Fjord. Og ligger i Bredstrup Sogn, Elbo Herred, Fredericia Kommune. Hovedbygningen er opført i 1787. Østedgaard Gods er på 450 hektar

## Ejere af Østedgaard
- (1545-1550) Henning Volstrup
- (1550-1578) Niels Skeel
- (1578-1663) Krongods
- (1663-1668) Nicolaj Bennick
- (1668-1787) Kronen
- (1787-1797) Seigneur Rasmus Ejlersen
- (1797-1802) Frederik Hartvig von Wedell-Jarlsberg
- (1802-1811) Ole Kongstad
- (1811-1847) Jens Lange
- (1847-1851) Rasmus Hansen
- (1851-1894) Heinrich August Lorenzen
- (1894-1911) Carl Emil Lorenzen
- (1911-1918) Jørgen Rudolf Beck
- (1918-1921) P. Vang Lauridsen
- (1921-1927) Otto Friis Beck
- (1927-1928) Enke Fru Dagmar Beck
- (1928-1941) Emil Pontoppidan Christiani
- (1941-1953) Dethlef Jürgensen
- (1953-1954) Enke Fru Jürgensen
- (1954-1985) Henning Sally
- (1985-1995) Atfed A/S / Sørn Nymark
- (1995-) Nyma A/S / Sørn Nymark

|  | Denne artikel om en bygning eller et bygningsværk kan blive bedre, hvis der indsættes et (bedre) billede. Du kan hjælpe ved at afsøge Wikimedia Commons for et passende billede eller lægge et op på Wikimedia Commons med en af de tilladte licenser og indsætte det i artiklen. |

55°36′8″N 9°41′6″Ø / 55.60222°N 9.68500°Ø